# Anastaise
Anastaise (tätig um 1400) war eine französische Buchmalerin. Christine de Pizan (1364–nach 1430) nennt sie eine der besten Illuminatorinnen ihrer Zeit.

## Werk und Nachleben

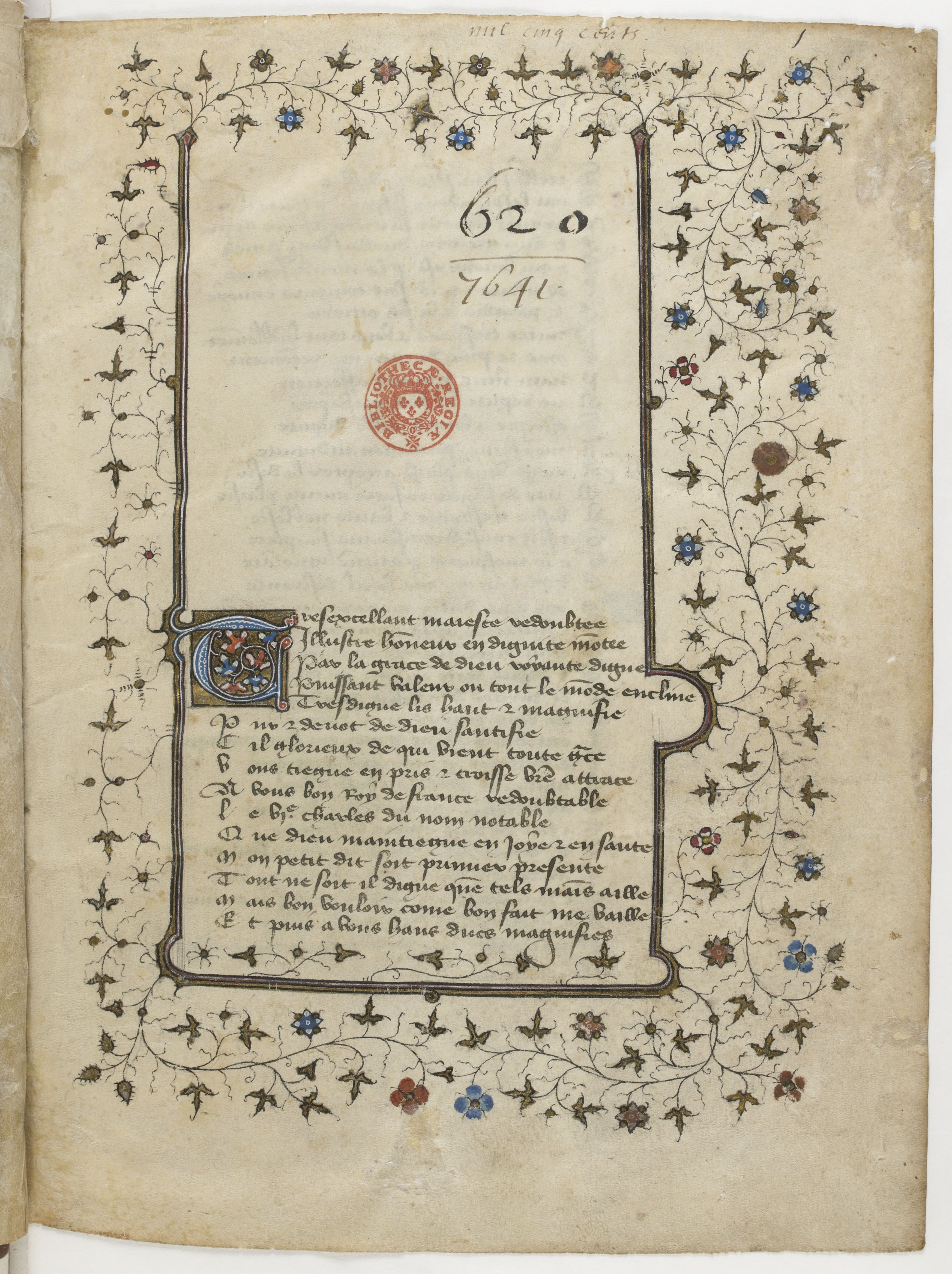
Christine de Pizan: Le Livre du chemin de lonc estude; mit Dekoration und Initiale, eine Miniatur fehlt (1403; BNF, Fr. 1643)

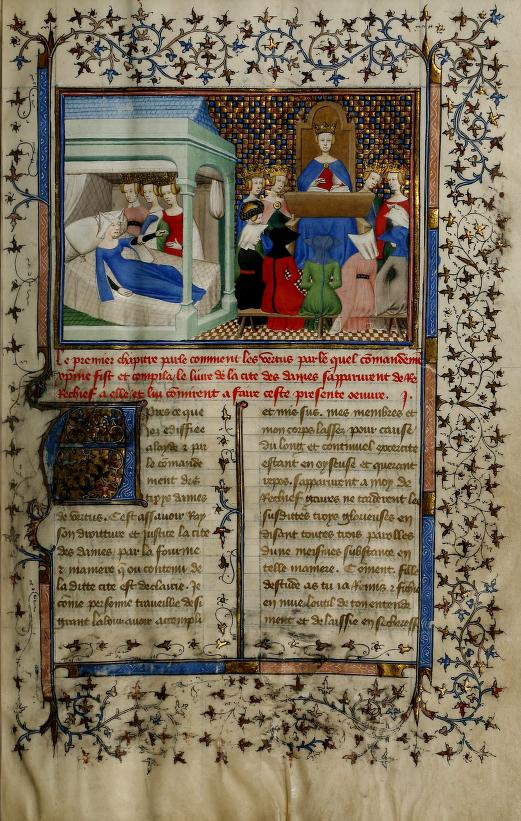
Le Livre des trois vertus à l’enseignement des dames; Miniatur mit Christine de Pizan im Bett liegend (1405; Boston, MS f. Med. 101)

De Pizan stellte als Autorin prachtvoll illuminierte Bücher für den französischen Hochadel her. An Buchmaler, wie den „Meister der Cité des Dames“, vergab sie Aufträge für die Ausgestaltung ihrer Werke. Diese fertigten die wertvollen Miniaturen an, überließen aber die Vorbereitung und Sekundärdekorationen anderen Künstlern. Im „Buch von der Stadt der Frauen“ (Le Livre de la Cité des Dames) nennt de Pizan im Jahr 1405 Anastaise als Expertin der sekundären Dekorationen – «experte et apprise a faire vigneteurres d’enlumineure en livres et champaignes d’istoires». Anastaise war für die farbigen Hintergründe der Miniaturen («champaignes d’istoires») sowie für die Rahmen («vignetures») und die einfachen Dekorationen der Buchseiten verantwortlich. 
Anastaise war zu Beginn des 15. Jahrhunderts in Paris tätig, wo sie die einzelnen Blätter aus Pergament für einen Meister vorbereitete. Dazu gehörte auch die Ausgestaltung der Initialen. Selbst die Meister waren nur unter ihren Notnamen bekannt, wie auch der Maître de l’Épître d’Othéa. Anastaise könnte durchaus die Ehefrau eines Meisters gewesen sein. Eine genaue Zuschreibung von Arbeiten ist nicht möglich.
Als Vertreterin der Künstlerinnen des Mittelalters widmete Judy Chicago ihr eine Inschrift auf den dreieckigen Bodenfliesen des Heritage Floor der 1974 bis 1979 entstandenen Installation The Dinner Party. Die mit dem Namen Anastasia beschrifteten Porzellanfliesen sind dem Platz mit dem Gedeck für die Lyrikerin und Philosophin Christine de Pizan zugeordnet.
Zu gleicher Zeit verfasste Dorothy Miner eine der ersten Arbeiten über Künstlerinnen des Mittelalters: Anastaise and Her Sisters. Women Artists of the Middle Ages.